# Eumea binotata
Eumea binotata är en tvåvingeart som först beskrevs av Robineau-desvoidy 1851.  Eumea binotata ingår i släktet Eumea och familjen parasitflugor.
Artens utbredningsområde är Frankrike. Inga underarter finns listade i Catalogue of Life.